# Crédit Agricole Bank Polska

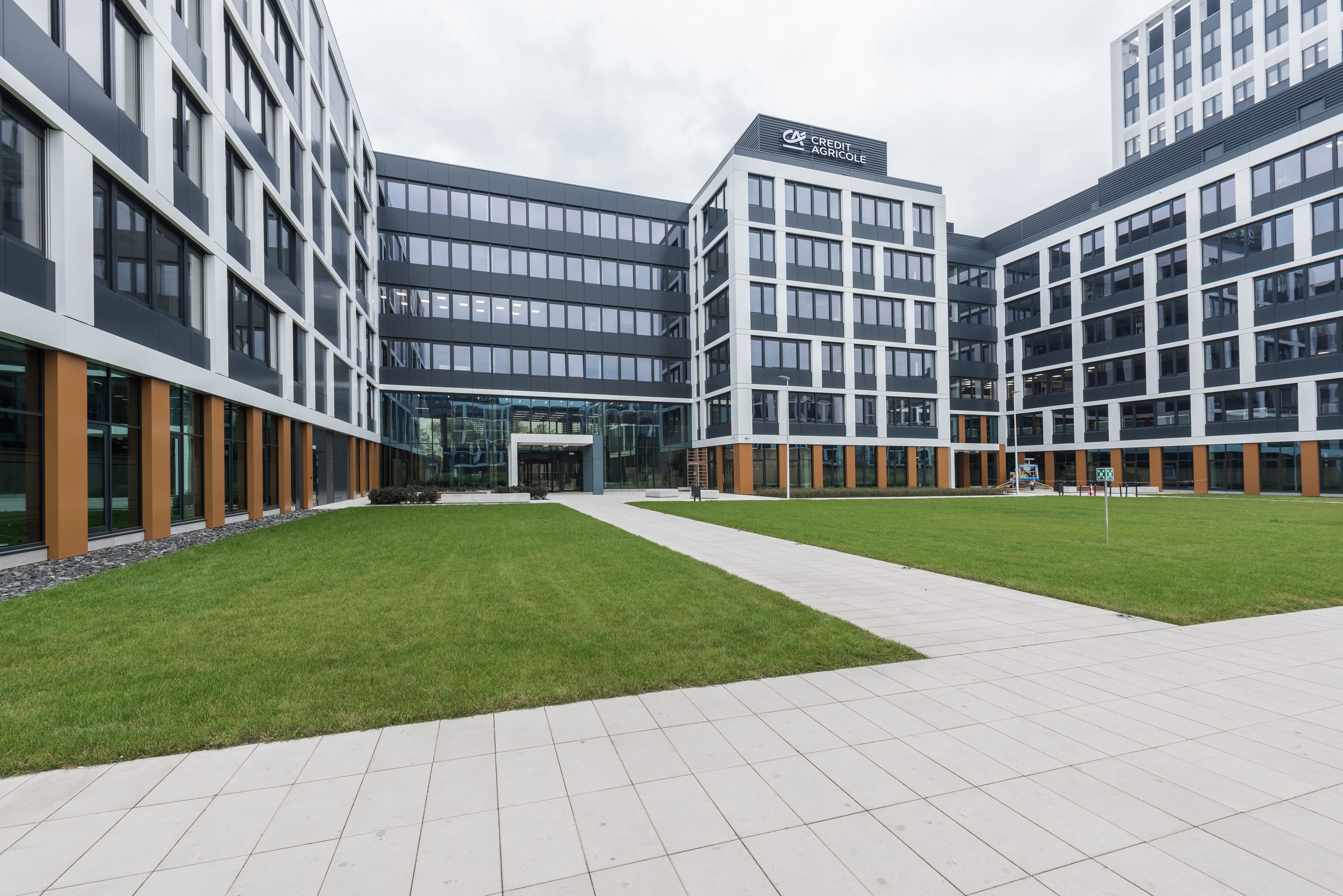
Zentrale der Crédit Agricole Bank Polska in Wrocław

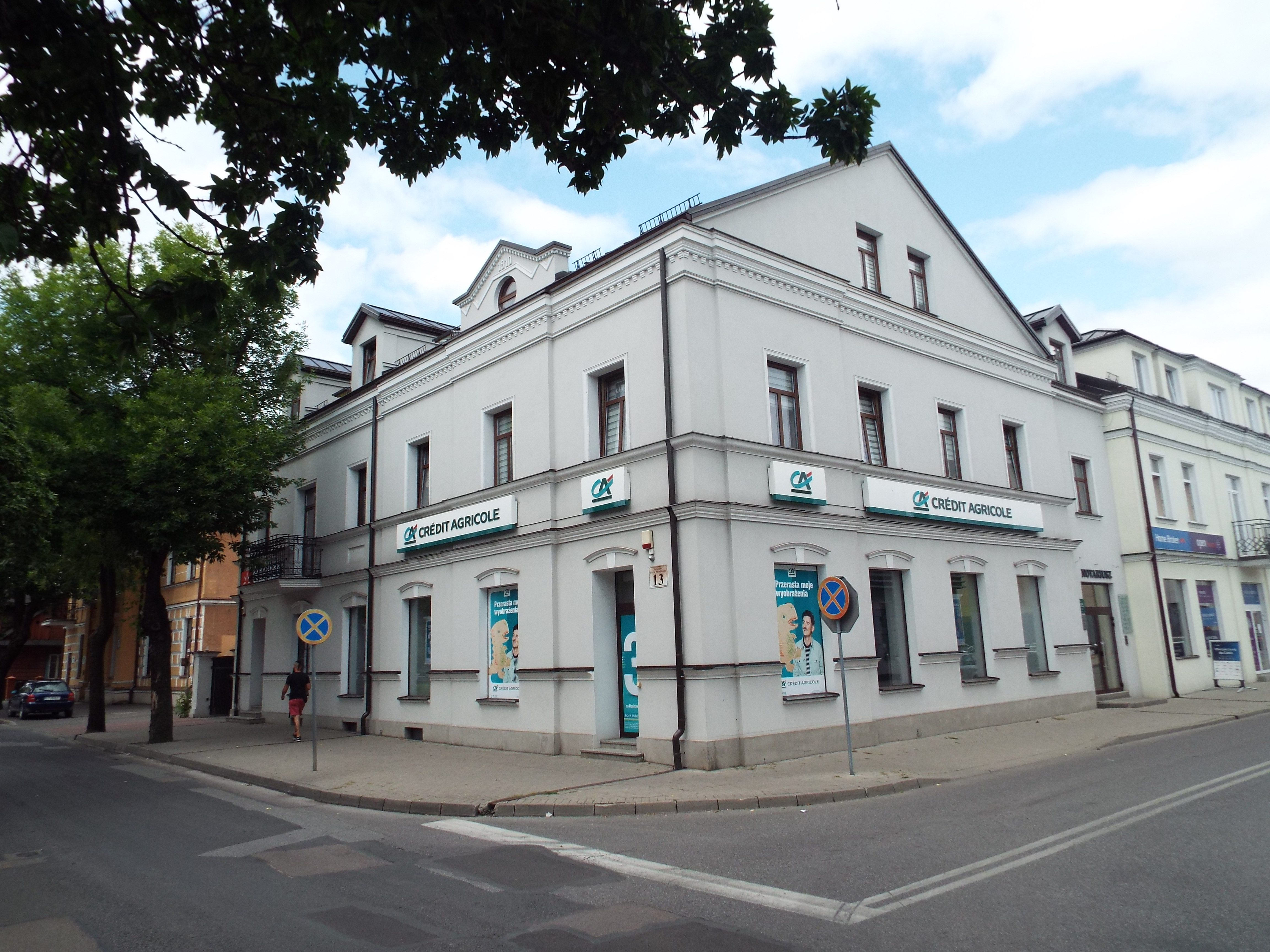
Filiale Crédit Agricole Bank Polska in Biała Podlaska

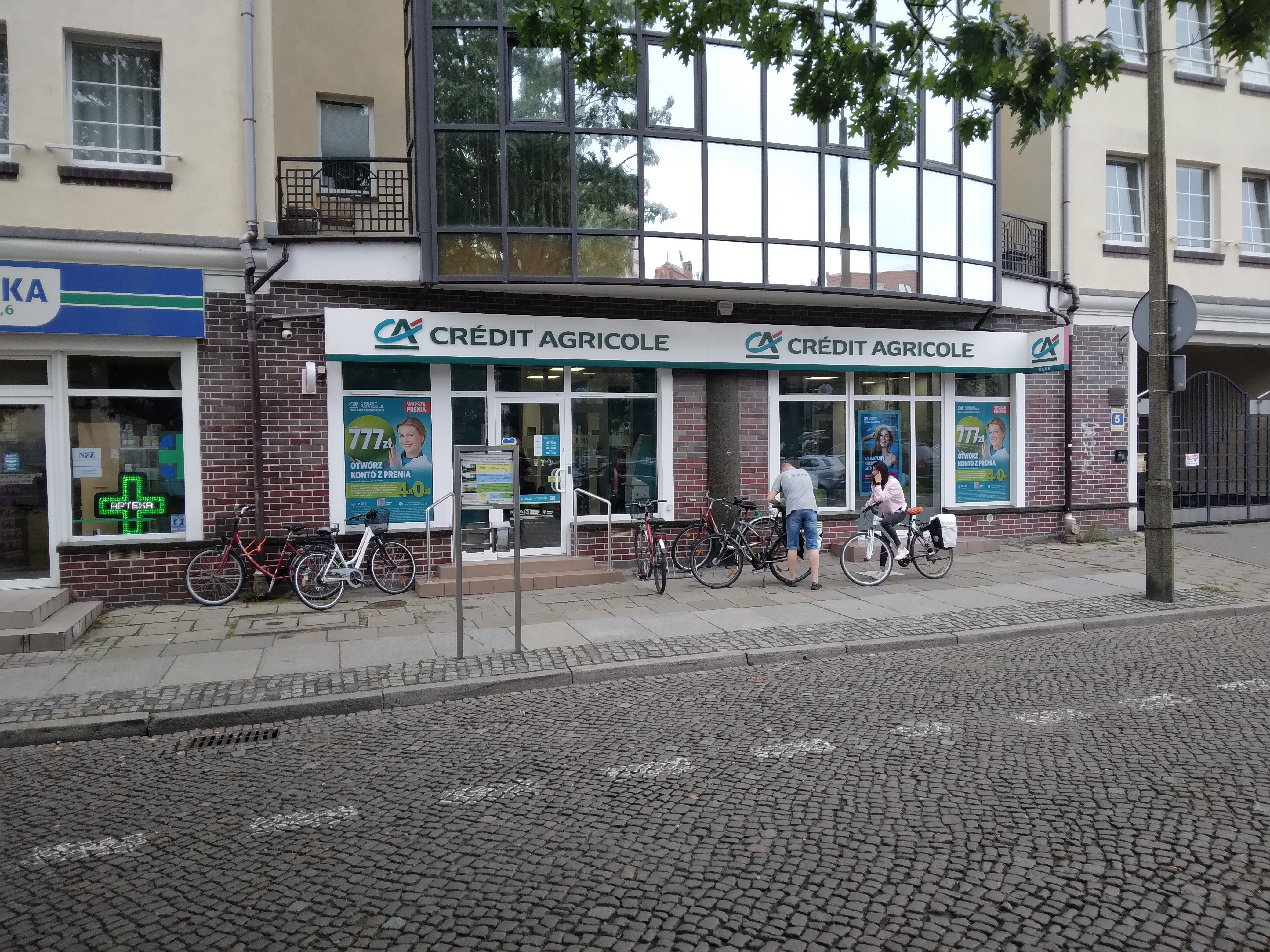
Crédit Agricole Filiale in Swinemünde

Crédit Agricole Bank Polska  ist eine polnische Universalbank mit Sitz in Breslau, die seit 1991 auf dem polnischen Markt tätig ist. Das Unternehmen ist in den Bereichen Einzelhandel, Unternehmen, Landwirtschaft, kleine und mittlere Unternehmen sowie Konsumentenfinanzierung tätig. Die Leistungen der Bank werden an 12.000 Verkaufsstellen angeboten.
Crédit Agricole Bank Polska bietet tägliche Bankdienstleistungen (Konten, Karten, Einlagen usw.) und Kredite sowie in Zusammenarbeit mit anderen Unternehmen der Crédit Agricole-Gruppe in Polen Leasing, Investitionen, Bancassurance und Bancassistance an. Zu den Kunden der Bank zählen Privatpersonen, kleine und mittlere Unternehmen, große internationale Unternehmen sowie Landwirte und landwirtschaftliche Unternehmen.

## Geschichte
1991 wurde die Bank Świętokrzyski S.A. gegründet, die zunächst in Kielce und Umgebung tätig war. Ein Jahr später gründete die Firma Lukas in Wrocław eine Abteilung für Ratenverkäufe. 1998 übernahm Lukas die Bank Świętokrzyski, die ihren Namen in Lukas Bank Świętokrzyski S.A. änderte.
Im Jahr 2001 erwarb die französische Finanzgruppe Crédit Agricole 75 % der Anteile an Lukas S.A. Die restlichen 25 % werden vom Firmengründer Mariusz Łukasiewicz gehalten. In diesem Jahr fand eine weitere Namensänderung statt – in Lukas Bank SA. Der Sitz wurde von Kielce nach Wrocław verlegt. Die Pläne von Crédit Agricole Polska sahen eine Weiterentwicklung der Grundgeschäftsbereiche der Unternehmen vor, aus denen die Gruppe besteht.
2002 wurde die 100. Filiale der LUKAS Bank in Polen eröffnet. 2003 begann die Bank mit dem Verkauf von Anteilen an LUKAS Fundusz Stable Growu fio. Am Ende des Jahres 2007 verfügte die Bank über 331 Bankfilialen und Kreditzentren. Am 23. September 2011 wurde der Name der Bank in Crédit Agricole Bank Polska S.A. umbenannt. Im Januar 2013 genehmigte die polnische Finanzaufsichtsbehörde die Fusion der Crédit Agricole Bank Polska S.A. mit der Crédit Agricole Corporate and Investment Bank S.A., Oddział w Polsce.